# سفارت اوکراین در اتاوا
سفارت اوکراین در اتاوا (به انگلیسی: Embassy of Ukraine) یک منطقهٔ مسکونی و نمایندگی سیاسی این کشور در کانادا است که در اتاوا واقع شده‌است.